# کلیولیز
کلیولیز (به انگلیسی: Cleveleys) یک شهرک در بریتانیا است که در لانکاشر واقع شده‌است.